# Joan Merli
Joan Merli i Pahissa (Barcelona, 22 de mayo de 1901 - ib., 11 de noviembre de 1995) fue un marchante de arte, promotor, crítico de arte, escritor y editor español.

## Biografía
Hijo de un empresario textil catalán, comenzó a promover ediciones de obras poéticas con la colección, Els Poetes d'Ara, ediciones cuya dirección llevó Tomás Garcés. En 1924 se estableció un tiempo en París, conoció el ambiente del negocio del arte en la capital francesa y comenzó a trabajar como marchante de Joan Rebull. Ya en España, a Rebull le siguieron otros muchos artistas, dentro del conjunto de iniciativas y empresas creadas por Joan Merli que perseguían facilitar el conocimiento y la venta de obra de los artistas plásticos catalanes, como Emili Bosch-Roger, Josep Obiols, Josep Maria Prim, Gausachs, Miquel Villà, Emilio Grau Sala o Josep Granyer. Durante los años 1920 fundó varias revistas y publicaciones sobre arte, entre ellas, La Mà trencada (1924-1925), Quatre coses (1925) y Les arts catalanes (1928-29).
Joan Merli compartió amistad con Joan Salvat-Papasseit, del que publicó su obra póstuma, Óssa Menor, en 1925. El escritor barcelonés le dedicó uno de los poemas de este libro, Ara no es fa, però jo encara ho faria. Durante la Segunda República fue secretario de la Junta Municipal de Exposiciones de Arte de Barcelona, y dirigió la revista Art. Durante la Guerra Civil (1936-1939), colaboró con el Comisariado de propaganda de la Generalidad de Cataluña así que, al finalizar el conflicto, debió exiliarse en Argentina, fijando su residencia en Buenos Aires. En su tiempo de exilio fundó una nueva empresa, la editorial Poseidón, y una nueva revista de arte y literatura, Cabalgata. Escribió algunos ensayos, tanto en catalán como en español. En 1942 publicó en el exilio la primera biografía en español de Pablo Picasso, con una segunda edición en 1948. Volvió a España en 1971, a su ciudad natal, Barcelona, donde continuó con la editorial Poseidón. Miembro de honor de la Societat Catalana de Crítics d'Art, en 1982 fue galardonado por la Generalidad de Cataluña con la Cruz de Sant Jordi.
Ha tenido 3 hijas Rosa, Nuria y Monica Merli, 2 de ellas fallecieron en Barcelona, y Nuria, en Argentina donde reside su único nieto. Juan Facundo Licera Merli.

## Obras
- La mort m'ha citat demà (1938)
- 33 pintors catalans (1937)
- Fang a les ales: drama en tres actes (1937)
- Isidre Nonell (1938)
- Picasso. (1942 y 1948)